# Shotgun Man
Shotgun Man (letteralmente uomo del fucile da caccia) è il nome attribuito dal giornalismo statunitense a un assassino su contratto dell'arcaica mafia italoamericana all'epoca nota come Mano nera, attivo nella Little Italy di Chicago nel decennio 1910 nell'epoca preproibizionista.
Gli omicidi cessarono con la scomparsa dell'organizzazione criminale, in seguito sostituita dalla Cosa nostra statunitense che fece le sue fortune con il contrabbando di alcolici durante il Proibizionismo.

## Le vittime
Canonicamente sono 38 gli omicidi su commissione attribuitigli, sebbene non ci sia prova che dietro la catena di assassinii agisse una persona soltanto. Le vittime erano persone strozzate dal circuito estorsivo della Mano nera, in larga parte immigrati italiani alla ricerca di una sistemazione fissa che avviavano attività in proprio.
L'assassino agiva sostanzialmente tra Oak Street e Milton Street, che divenne noto alle cronache come l'"Angolo della morte" (or. Death Corner). Nel marzo 1911, i giornali riportarono la notizia di come avesse agito ininterrottamente per 72 ore (3 giorni) uccidendo 4 persone sempre nella stessa intersezione Oak-Milton.
Tra il 1º gennaio e il 26 marzo uccise 18 immigrati italiani, in quello che fu molto probabilmente il periodo più violento e crude della mattanza orchestrata dalla Mano Nera per riequilibrare il vuoto di potere nella zona.

## Teorie sull'identità
Sebbene numerose persone confermarono d'averlo visto in azione, dal momento che agiva sia di notte che di giorno senza problemi, la polizia di Chicago non riuscì a identificare nessuna persona come possibile sospetto, arrivando solo alla conclusione che dietro ci fosse l'operato di una giovane mafia italiana ancora agli albori.
All'epoca la Mano nera era considerata un'organizzazione molto potente e godeva di un certo potere politico, cosa che gli permise anche di mettere a tacere possibili testimoni della comunità italiana che avessero intenzione di parlare.